# Derrick Brooks
Derrick Dewan Brooks (Pensacola, 18 de abril de 1973) é um ex-jogador de futebol americano que atuava como linebacker na National Football League. Ele foi draftado pelos Tampa Bay Buccaneers no Draft de 1995 da NFL. Ele jogou futebol americano universitário pela Universidade do Estado da Flórida.
Eleito onze vezes para o Pro Bowl e nove vezes All-Pro, Brooks foi nomeado NFL Defensive Player of the Year (Jogador Defensivo do Ano) em 2002. Ele conquistou seu anel de campeão depois da vitória no Super Bowl XXXVII com os Buccaneers.